# オフサイド (サッカー)
サッカーにおけるオフサイド（英語: offside）は、攻撃側のポジションに関する反則、およびそれを定めたルールである。サッカー競技規則の第11条「オフサイド」によって規定されている。

## ルール上の規定

### オフサイドポジション

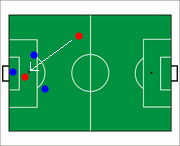
オフサイドの例。青のゴールラインから2番目に近い選手からゴールラインまでがオフサイドポジションである。

オフサイドが成立する前提として、攻撃側選手がオフサイドポジションにいることが求められる。
オフサイドポジションとは以下の条件を全て満たした位置のことを指す。
1. 相手陣内（攻撃）にいる。
2. ボールの先端（中心ではない）より前（攻撃方向）にいる。
3. 守備側が守るゴールラインから攻撃側選手の間に守備側の選手が1人しかいない。
つまり、攻撃側選手が守備側のゴールラインから2人目の守備側選手よりゴールラインに近い位置にいる。

なお上記項目に関しては、大抵一番後ろにいる選手はゴールキーパーであるため、以下のように言い換えれば、より理解しやすくなる。
- 3'. 攻撃側選手がゴールキーパーを除く、一番後ろにいる選手（守備側の最終ライン）よりゴールラインに近い位置にいる。

ただし、ゴールキーパーが味方選手より前に位置するときには、この言い換えは成り立たない。
オフサイドポジションの判定においては、ゴールキーパーを含め、手と腕以外の体の部分で判断される。
オフサイドポジションであるかどうかは、味方からパスが出された瞬間の位置が基準である。そのため、パスを受けた時にはゴールキーパーよりも前の位置だったとしても、パスを出された時は2人目の守備側選手より後にいたのであればオフサイドとならないし、パスを出す側・受ける側がゴールキーパーより前にいたとしても、パスを出した瞬間のボールの先端位置より受ける側が後にいれば、たとえそのパスが前方向に出されていたとしてもオフサイドではない。一方でこの場合で受ける側がパスを出した瞬間にボールの先端位置より前にいた場合は、そのパスがマイナスの方向に出されていた場合でもオフサイドである。

### オフサイドが適用される場合
原則としてオフサイドポジションにいること自体は反則とはならない。ボールがプレイされた瞬間に、攻撃側選手がオフサイドポジションにいるうえで、次のいずれかに該当する場合オフサイドの反則となる。
- 味方の選手が出したボールに触る
- ボールに触ろうとした相手の選手を妨害する
  - 例：守備側選手が攻撃側選手の蹴ったボールに対しプレイしようとした際に、オフサイドポジションにいた別の攻撃側プレイヤーが妨害するなど。この場合、ボールに触れていなくてもオフサイドが成立する
  - 例：キーパーにとって邪魔になる位置に立つ=キーパーの視線を遮るなど。この場合、オフサイドプレイヤーがそこに立っている事で得点への結びつきが有利な形になるため。
- その他、オフサイドポジションにいることによって利益を得る
  - 例：ゴールポスト・クロスバー・審判・相手選手に当たって跳ね返ってきたボールをプレイする。

### オフサイドが適用されない場合
オフサイドポジションにいる選手にボールをパスしても、以下のボールを直接受けた場合は反則にならない。
- スローイン
- ゴールキック
- コーナーキック

また、クリアミスやパスカット、パスミスなど、守備側の選手が意図的に一度でも触ったボール（ただしキーパーが弾いたり、こぼしたりなどのしっかりキャッチできなかったボールや守備側の選手がシュートを防ごうとして触ったボールは除く）をオフサイドポジションにいる選手が奪ってシュートを決めてもオフサイドにはならない。

### 判定

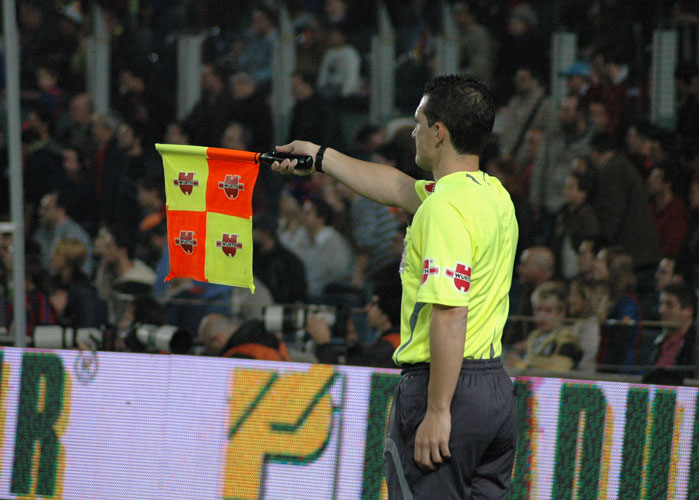
オフサイドがあった位置を旗で示す副審

競技規則上、オフサイドを含む全ての反則の判定は主審に委ねられているが、実際の試合において主審の判断は副審によるところも大きい。副審はオフサイドの反則が起きたと判断した場合、主審に合図をすることが任務の一つとされている。そのため副審はタッチラインに沿って上記のオフサイドポジションの境界線（「オフサイドライン」、通常は最終ディフェンスライン）を追いかけ、常に主審よりもオフサイドか否かを判定しやすい位置を保つ。そして、オフサイドがあったと判断した場合、その場で静止し、必ず右手で旗を真上に上げて合図する。主審が笛を吹き、オフサイドの判定を下したら、フィールド上のどの位置でオフサイドがあったかを旗で示す。
- オフサイドの位置がフィールド中央付近である場合：旗を水平に上げる
- オフサイドの位置が副審から近い方のタッチライン付近である場合：旗を斜め下に向ける
- オフサイドの位置が副審から遠い方のタッチライン付近である場合：旗を斜め上に向ける

ただし、副審がオフサイドがあったと主審に合図した場合でも、上記のオフサイドの成立条件を満たしていないと主審が判断した場合、守備側が速攻に転じた場合は（本来、間接フリーキックが与えられるが、プレーを止めると不利益になるため）、オフサイドの反則は取られず、そのため、副審が旗を挙げて合図した場合でも、プレーが続行することもしばしばある。そのような場合、主審は競技者と副審に対し、競技続行（プレーオン）を示すジェスチャーを送ることが多く、副審は主審の判定なくして旗を降ろしてはならないので、主審は副審に旗を降ろすように合図する必要がある。また、主審がオフサイドの反則と判断した場合は、副審の旗を待たず笛を吹くこともある（例として副審が主審からは確認しにくいゴールラインやタッチラインからボールが出てないか、ボールがゴールインしたかなどの確認をしていてオフサイドラインの確認ができなかった場合、副審は旗を上げないが主審がオフサイドを確認できた場合は前述のように最終判定者でもある主審の判断でオフサイドとすることも可能）。
ビデオ・アシスタント・レフェリー（VAR）が導入されている試合では、明らかにオフサイドである場合を除き、直後に得点のチャンスが訪れる可能性がある場合は副審がオフサイドだと判断しているときでも旗を上げずにプレーを続けさせ、プレー終了後に旗を上げることがある。これは、もしオフサイドでなかった場合の得点の機会を奪わないようにするための措置で、日本ではオフサイドディレイと称される。

### 罰則
オフサイドの反則があった場合、主審は反則となったオフサイドポジションの選手がいた位置から行う間接フリーキックを相手チームに与える。

## オフサイドの歴史

### ルールの誕生
19世紀のイングランドにおいて、スポーツとしてのフットボールが誕生するが、当時のフットボールはスポーツチームの基礎単位だったパブリック・スクール毎にまちまちのルールで行われていた。
こうした事態を解消するために、1863年にフットボールのルールの統一を目指して、ロンドンで会議が開かれた。しかし、「手を使う事を認めない」ルールの採用を求めるイートン校と「手を使う事を認める」ルールの採用を主張するラグビー校との間でその対立が解消されず、イートン校を中心とした手を使う事を認めないルールの採用を求めたパブリック・スクールの間でフットボール・アソシエーションが設立され、彼らは、1848年に制定された「ケンブリッジ・ルール」というルールを元に、フットボール・アソシエーション式のルールを制定した。これがサッカーの誕生である。
この時に制定されたルールと、ラグビースクールら、手を使う事を認めるようにと主張したグループのルールで、相違する点は「手を使ってボールを運ぶ事を巡る是非」のみであり、それ以外のルールに関しては殆ど同じだった。
この時制定されたルールに含まれる、後のオフサイドに相当するルールは最初の"Laws of the Game"第6条に規定されており、その内容は「ボールより前にいる選手はアウト・オブ・プレー（out of play）とし、プレーに関与する事は出来ない」と定めていた。即ちこの規定は、「ボールより前にいる選手に対してパスを送ってはならない」とするものであり、現在のラグビーのオフサイドとほぼ同一のルールとなっている。

### アウト・オブ・プレー規定下のサッカー
ボールより前にいる選手をすべてアウト・オブ・プレーとするこの規定は、当時のサッカーの戦術を現在のラグビーとほぼ変わらないものにした。敵味方15人ずつの選手でオフェンス（攻撃）ラインとディフェンス（守備）ラインを形成し、攻撃側の15人が試みる突破を守備側の15人が防ぐ、というのが現在のラグビーの基本的な展開であるが、誕生したばかりのサッカーもこれと同じような光景が繰り広げられていた。
10人で攻め10人で守るのが一般的だった当時のフォーメーションを現在の言葉で表すと 0-0-10 というシステムで、選手たちのポジションは総じてフォワードであり、フォワードとゴールキーパーのみでサッカーをしていたのがこの時代の実態である。

### 3人制オフサイド
アウト・オブ・プレーに関する規定はこれから3年後の1866年に大幅に見直され、ボールより前にいる選手に対してパスを出しても良い事になった。ただし、ゴールラインとボールの間にはゴールキーパーを含めて相手選手が3人いなければならないとし、これ以下の人数の場合にオフサイドの反則が取られる事になった。これを「3人制オフサイド」と言う。ボールを前に出してもよいとする規定は、同一のフットボールを起源とするラグビーとの間に大きな差異を生み出し、サッカーというスポーツの展開を決定付けた。
ポジションにおいては、10人で攻撃と守備を行う形態から、バックス（現在で言うディフェンス）という守備を専門的に行うプレーヤーが誕生した。システムは2-0-8とそれでも前がかりながら、全体的に選手がフィールド上に分散するという考え方が生まれた。

### 2人制オフサイド
1925年に、再度オフサイドに関する規定の見直しが行われ、これまでゴールラインとボールにいなければならない相手の人数をゴールキーパーを含めて、3から2に減らした。大抵の場合、一番後ろにいるのはゴールキーパーなので、このゴールキーパーを除いてゴールラインに最も近い位置にいる相手選手の位置より後ろがオフサイドポジションとなるルールとなった。これが現在のサッカーにおけるオフサイドのルールである。

## オフサイドに関する戦術
大きなフィールドをフィールドプレイヤー10人でプレーするフットボールにおいて、オフサイド・ルールは「相手がプレーするエリアを制限する」という基本的な戦術面において不可欠で本質的なルールである。高くオフサイド・ラインを上げることで相手チームに対してスペースを狭め、ボールを失った際に素早く数的優位を作ってプレッシャーを掛けることが可能になるため、攻撃的なプレッシング・フットボールはオフサイド・ルールが前提となっている。
守備側から、攻撃側に対して「オフサイドポジションにいる選手に対しパスすることができない」というルール上の制約を利用した戦術をとる場合がある。その代表的なものがオフサイド・トラップである。これは、守備陣で連携してオフサイドラインを押し上げ（守備側選手が合図を元に相手ゴール方向へ上がる）、意図的にオフサイドポジションに攻撃側選手が取り残された状況を作り出す戦術（残された攻撃側選手にパスが出された瞬間にオフサイド）である。
一方で攻撃側もオフサイドラインを見極め、取り残されそうになった攻撃側選手は素早く戻り、別の攻撃側選手がオンサイド（オフサイドにならない）位置から走り込みパスを受ける、攻撃側は守備側ラインの裏側へと出して通すことに成功すれば（オフサイドラインを破る）、大きな得点のチャンスとなる。このようなパスはスルーパスと呼ばれる。

## オフサイド廃止論
オフサイド・ルール廃止を訴えるフットボール関係者は存在する。これは90分もの長い試合でも得点が極めて少なくボール回しなど冗長な展開が多く見られる一方、フリーキックやPK戦等で簡単に得点が入り勝敗が決してしまう問題に対する疑問から発生している。過去FIFAでも議論されたり、ドイツのマイナーリーグを始めオフサイド無しのトライアルも行われたりしている。
マルコ・ファン・バステンは監督業引退後にオランダのフットボール・インターナショナル紙のコラムで「フットボールがより魅力的なものになる」とオフサイド廃止論を展開。FIFA Chief Officer for Technical Developmentに就任した後も、ドイツのビルト紙のインタビューでルール改革についてのアイディアを聞かれた際に「オフサイド・ルールは廃止しても良いと思う。オフサイド・ルールが無いフットボールがどのようなものになるか知りたい」とコメントし、大きな話題を呼んだ。本人は「私は厳格なオフサイド廃止論者ではない。オフサイド・ルールが絶対に必要か疑問に持っており、無い方が魅力的なものになり得ると考えているだけ」と語っている。
オフサイド・ルールが無ければロングボールばかりになるとの批判に対してファン・バステンは「オフサイドが無くても前線のFWはせいぜい15m奥に行ける程度。プレッシャーの中でボールを良いポジションに送るのはとてつもなく難しいし、ペナルティエリア内からボールを反対側のペナルティエリア内に蹴るのは実際不可能と言っても良い」とコメントしている。
なお、オフサイド廃止論は新しいものではなく、1871年の英国のFAにおいて、後のサッカーとなるオフサイドルール緩和容認派と、後にラグビーユニオンを結成する緩和非容認派とに分離した歴史がある。それが現在のラグビーにおいて前にパスができない最大の理由である。